# Château de Nervers
Le château de Nervers est un château du XVIIIe siècle situé à Odenas, dans le département du Rhône, en France.
Ancien relais de chasse du château de la Chaize il est acquis en 1841 par Pierre Denoyel et est toujours aujourd'hui propriété de ses descendants, une branche de la famille de Chabannes.

## Étymologie
Le château tire son nom du Nerval, un ruisseau qui traverse la commune d’Odenas et rejoint le Sancillon avant de se jeter dans la Saône.

## Localisation
Le château de Nervers est situé dans le Beaujolais sur la commune d’Odenas à quelques kilomètres du Mont Brouilly. Il se dresse dans le vallon de Nerval, entre la colline de Netty et celle de Garanche.

## Histoire
On trouve la première trace de Nervers dans l'inventaire qui fut établi à la mort du marquis Antoine-Dreux de la Chaize d'Aix, capitaine des gardes de la porte du Roi, neveu du père de la Chaize et propriétaire du château de la Chaize, dans lequel il est fait mention du "domaine de Nerevert" dans la liste des possessions.
Le marquis et son fils François moururent tous deux en 1723. Le domaine de la Chaize et toutes les possessions annexes, dont Nervers, passèrent donc à la famille de Montaigu à la suite du mariage d'Anne-Françoise de la Chaize d'Aix, deuxième fille d'Antoine, avec le comte Pierre de Montaigu, ambassadeur du roi Louis XV à Venise.
Aux alentours de 1780, leur fils Charles-François de Montaigu fit édifier un relais de chasse sur le domaine de Nervers. Ce relais correspond au corps central du château actuel.
Nervers resta dans la famille de Montaigu jusqu'en 1837, quand le marquis céda à Pierre Denoyel le domaine en remboursement d'une dette. Pierre puis son fils Antonin engagèrent de grands travaux afin de transformer le relais en un véritable château : ajout des ailes de part et d'autre du corps central, construction du deuxième étage typique du Second-Empire, création de la terrasse qui surplombe les vignes ainsi que du parc avec bassins et fontaines.
En 1920, à la mort d'Antonin Denoyel, célibataire et sans enfant, le château passa à la famille de Chabannes à la suite du mariage d'une de ses nièces avec le lieutenant-colonel Benoît de Chabannes. Aujourd'hui le château appartient toujours aux Chabannes.

## Domaine viticole
Le vignoble du château de Nervers s’étend sur une superficie de 50 hectares dont plus de 40 en AOP Brouilly.
Les parcelles sont intégralement plantées en gamay et bénéficient des labels Terra Vitis et HVE 3.
En 2020, le Château de Nervers Brouilly 2018 fut sélectionné parmi les 60 coups de cœur du Figaro et reçut la note de 15/20.

## Le Serment du Vigneron
En 2019, les propriétaires créent « Le Serment du Vigneron », un spectacle nocturne scène, son et lumière alliant mapping vidéo sur la façade Est du château et jeu d’acteur sur scène. Le spectacle retrace l’histoire du Beaujolais de la préhistoire à nos jours à travers de nombreux "tableaux" représentant, par exemple, l'époque gallo-romaine, le siège de Belleville, ou encore les deux guerres mondiales.
En 2021, pour la deuxième édition (l'épidémie de covid-19 ayant empêché la production du spectacle en 2020), le spectacle s'est développé avec l'ajout d'une demi-heure d'histoire, le passage à une tribune de 1000 places au-lieu de 400 et l'augmentation du nombre d'acteurs avec plus de 50 bénévoles sur scène chaque soir.
Pour l'édition 2022, la radio lyonnaise Radio Scoop annonce être partenaire du spectacle.

### Récompense
- CCI Beaujolais : Trophées excellence 2019, catégorie "Coup de cœur"[18]